# Karl Blessinger
Karl Michael Blessinger (* 21. September 1888 in Ulm; † 13. März 1962 in Pullach, München) war ein deutscher Komponist, Dirigent und Musikwissenschaftler.

## Leben
Blessinger war der Sohn eines Bandagisten. Nach Ernst Klee war er ab 1910 „Tanzkapellmeister“ an verschiedenen Orten.
Blessinger, der u. a. Schüler von Felix Mottl gewesen war, schloss 1913 sein Studium der Musikwissenschaft in München mit einer Dissertationsschrift über das Thema Studien zur Ulmer Musikgeschichte im 17. Jahrhundert insbesondere über Leben und Werke Sebastian Anton Scherers und seiner Promotion zum Dr. phil. ab.
Ab 1920 lehrte Blessinger an der Münchener Akademie der Tonkunst. Er trat zum 1. Mai 1932 der NSDAP bei (Mitgliedsnummer 1.117.363) und wurde Kreisschulungsleiter. Seit 1936 war er zusätzlich Leiter des NS-Dozentenbundes an der Akademie der Tonkunst. 1939 wurde er vom kulturpolitischen Archiv als Musiksachbearbeiter im Deutschen Volksbildungswerk für den Gau München-Oberbayern vorgeschlagen.
In der Zeit des Nationalsozialismus veröffentlichte Blessinger mehrere antisemitische Pamphlete, um jüdische Musiker zu diffamieren. Sein Buch „Judentum und Musik“ knüpft an Richard Wagners Schrift Das Judenthum in der Musik an und beschreibt im Kapitel „Der Jude als Kulturparasit“ beispielsweise Gustav Mahler: „Zu den gefährlichsten dieser jüdischen Propheten gehört Gustav Mahler, der als Mißdeuter deutscher Musik in seiner Eigenschaft als Hofoperndirektor in Wien wie als Symphoniker eine unmittelbare und mittelbare Wirkung von größtem Ausmaße ausgeübt hat, indem er sich als reiner Idealist und als Vorkämpfer edelster deutscher Kunst tarnte, während er in Wirklichkeit ausschließlich den jüdischen Herrschaftszielen diente.“ (S. 111)
Er wird daher auch im Lexikon der Juden in der Musik von Herbert Gerigk und Theophil Stengel zitiert. 1935 wurde Blessinger zum a. o. Professor ernannt und 1936 Leiter des NS-Dozentenbundes. Im Oktober 1942 wurde Blessinger schließlich zum ordentlichen Professor befördert. Noch am 10. Januar 1945 hielt Blessinger als Veranstaltung der Deutschen Arbeitsfront (DAF) und des Deutschen Volksbildungswerks in Böhmisch-Leipa einen eintrittspflichtigen Vortrag mit dem Titel „Der Jude als Zerstörer unserer Kultur“.
Nach Kriegsende wurden Blessingers Schriften Mendelssohn, Meyerbeer, Mahler und Judentum und Musik in der Sowjetischen Besatzungszone auf die Liste der auszusondernden Literatur gesetzt.
Ab 1951 lebte Blessinger im Ruhestand in Pullach, wo er 1962 starb.

## Publikationen

### Musikwissenschaftliche Werke
- Studien zur Ulmer Musikgeschichte im 17. Jahrhundert insbesondere über Leben und Werke Sebastian Anton Scherers, in: Ulm-Oberschwaben 19, 1913, S. 1–79
- Die musikalischen Probleme der Gegenwart und ihre Lösungen, Dr. Benno Filser Kunstverlag, Stuttgart 1919 [rect: 1920]
- Hans Pfitzner (Benno Filser Verlag, Augsburg 1921, 98 S.)
- Grundzüge der musikalischen Formenlehre, Engelhorn, Stuttgart 1926
- Melodielehre als Einführung in die Musiktheorie, Klett, Stuttgart 1930
- Rudolf Louis und Ludwig Thuille: Harmonielehre. Neubearbeitung von Walter Courvoisier, Richard G’schrey, Gustav Geierhaas und Karl Blessinger, Ernst Klett, Stuttgart 1933
- Max Reger und die Orgel in: Mitteilungen des Max Reger-Instituts, 2. Heft (1954)

### Musikästhetische Streitschriften
- Die musikalischen Probleme der Gegenwart und ihre Lösung, Filser, Stuttgart 1919
- Die Überwindung der musikalischen Impotenz, Filser, Stuttgart 1920

### Antisemitische Veröffentlichungen
- Mendelssohn, Meyerbeer, Mahler. 3 Kapitel Judentum in der Musik als Schlüssel z. Musikgeschichte d. 19. Jhs., Hahnefeld, Berlin 1938 (Die kulturpolitische Reihe)
- Judentum und Musik. Ein Beitrag zur Kultur- und Rassenpolitik, Hahnefeld, Berlin 1944. Erweiterte Ausgabe von „Mendelssohn, Meyerbeer, Mahler“.

### Zeitschriftenartikel
- Englands rassischer Niedergang im Spiegel seiner Musik. In: Die Musik, 37. Jg., 1. Bd., 1939, S. 37ff